# Такролимус
Такролимус (Tacrolimus) — иммуносупрессивный препарат, Продуцируется актиномицетом Streptomyces tsukubaensis. Открыт в 1987 году в Японии группой T. Goto, T. Kino и H. Hatanaka.
Такролимус по иммуносупрессивным эффектам сходен с циклоспорином. Подобно ему, он является агонистом иммунофилина. Такролимус более активен, чем циклоспорин, и более эффективен в меньших дозах. Реакции отторжения трансплантата на фоне иммуносупрессивной терапии, включающей такролимус, встречаются реже, чем на фоне терапии, включающей циклоспорин, и протекают легче, лучше поддаются купированию.
Такролимус входит в перечень ЖНВЛП.

## Торговые наименования
Програф, Фуджимицин.
Протопик (мазь для наружного применения).
Адваграф (капсулы пролонгированного действия).

## Фармакодинамика
На молекулярном уровне эффекты такролимуса опосредуются связыванием с цитозольным белком FKBP12, который отвечает за внутриклеточную аккумуляцию препарата. Комплекс FKBP12-такролимус специфически и конкурентно связывается с кальциневрином и ингибирует его, что приводит к кальций-зависимому ингибированию Т-клеточных сигнальных путей трансдукции, предотвращая таким образом транскрипцию дискретной группы лимфокинных генов.
Такролимус является высокоактивным иммуносупрессивным препаратом: подавляет формирование цитотоксических лимфоцитов, которые, в основном, отвечают за отторжение трансплантата, снижает активацию Т-клеток, зависимую от Т-хелперов пролиферацию В-клеток, а также формирование лимфокинов (таких как интерлейкины-2,-3 и y-интерферон), экспрессию рецептора интерлейкина-2.

## Фармакокинетика

### Абсорбция
Такролимус абсорбируется из желудочно-кишечного тракта, основным местом абсорбции является верхний отдел ЖКТ.
Концентрации (Смах) такролимуса в крови достигают пика примерно через 1—3 часа. У некоторых пациентов препарат непрерывно абсорбируется в течение длительного периода, достигая относительно ровного профиля абсорбции.
Средние значения параметров абсорбции следующие:
| Популяция                                                          | Дозировка (мг/кг/сутки) | Смах (нг/мл) | tмах (час) | Биодоступность (%) |
| ------------------------------------------------------------------ | ----------------------- | ------------ | ---------- | ------------------ |
| Трансплантант печени взрослого человека (равновесная концентрация) | 0,30                    | 74,1         | 3,0        | 21,8 (±6,3)        |
| Трансплантант печени ребёнка (равновесная концентрация)            | 0,30                    | 37,0 (±26,5) | 2,1 (±1,3) | 25 (±20)           |

После перорального применения (0,30 мг/кг/сутки) препарата пациентами с трансплантатом печени у большинства больных равновесные концентрации такролимуса достигались в течение 3 дней.
У пациентов с трансплантатом печени в стабильном состоянии биодоступность такролимуса понижалась при пероральном применении лекарства после приёма пищи с умеренным содержанием жиров. Было отмечено также понижение площади под фармакокинетической кривой (27 %), понижение максимальной концентрации Смах (50 %) и увеличение tмах (173 %) в цельной крови. При одновременном применении препарата с пищей снижалась скорость и степень абсорбции такролимуса.
Выделение желчи не влияет на абсорбцию такролимуса.
Наблюдается сильная корреляция между площадью под фармакокинетической кривой и минимальными уровнями препарата в цельной крови при достижении равновесного состояния, в связи с этим мониторинг минимальных уровней препарата в крови может служить для адекватной оценки системного воздействия препарата.

### Распределение
Распределение такролимуса после внутривенного введения препарата человеку имеет двухфазный характер. В системном кровотоке такролимус в значительной степени связывается с эритроцитами. Соотношение распределения в цельной крови плазменных концентраций составляет примерно 20:1. В плазме крови препарат в значительной степени связывается (>98,8 %) с белками, в основном, с сывороточным альбумином и α-1-кислым гликопротеином.
Такролимус широко распределяется в организме. Равновесный объём распределения на основе плазменных концентраций составляет примерно 1300 л (здоровые добровольцы). Соответствующий показатель на основе цельной крови, в среднем, составляет 47,6 л.
Такролимус является препаратом с низким уровнем клиренса. У здоровых добровольцев среднее значение общего клиренса, оцениваемого по концентрациям препарата в цельной крови, составляло 2,25 л/час. У взрослых пациентов с трансплантатом печени и почки значения этого параметра составили 4,1 л/час и 6,7 л/час, соответственно. У детей с трансплантатом печени значение общего клиренса примерно в 2 раза выше, чем у взрослых больных с трансплантатом печени.
Период полувыведения такролимуса продолжителен и изменчив. У здоровых добровольцев среднее значение периода полувыведения из цельной крови составляет примерно 43 часа. У взрослых пациентов и детей с трансплантатами печени период полувыведения, в среднем, составляет 11,7 часов и 12,4 часа, соответственно, по сравнению с 15,6 часами у взрослых пациентов с трансплантатом почки.

### Метаболизм
При использовании in vitro моделей выявлены 8 метаболитов, среди которых только один обладает существенной иммуносупрессивной активностью.
Такролимус в значительной степени метаболизируется печёночным микросомальным цитохромом Р-4503А4 изонзимом (CYP3A4).

### Экскреция
После внутривенного и перорального введения такролимуса, меченного 14С изотопом, большинство радиоактивно-меченного препарата выводилось с фекалиями. Примерно 2 % выводится с мочой. Менее 1 % неизменного такролимуса было выявлено в моче и фекалиях, что указывает на то, что такролимус почти полностью метаболизируется до элиминации. Основным путём элиминации является желчь.

## Показания
Предупреждение и лечение отторжения аллотрансплантата костного мозга, печени, почек и сердца, в том числе резистентного к стандартным режимам иммуносупрессивной терапии.
Приём такролимуса является эмпирической терапией рефрактерных к кортикостероидной терапии случаев аутоиммунного гепатита и нуждается в дальнейшем изучении профиля безопасности и показаний к лечению.

## Противопоказания
Известная гиперчувствительность к такролимусу или другим макролидам.
Результаты доклинических исследований и исследований, проведённых на людях, показывают, что такролимус может проникать через плаценту. Так как безопасность применения препарата у беременных женщин не установлена в достаточной степени, не следует назначать этот препарат беременным женщинам, за исключением случаев, когда полученная польза от лечения оправдывает потенциальный риск для плода.
Результаты доклинических исследований и исследований, проведённых на людях, показывают, что такролимус выделяется с грудным молоком. Так как нельзя исключить нежелательное воздействие на новорождённых детей, женщины, принимающие препарат, не должны кормить ребёнка грудью.

## Способ применения и дозы
Такролимус можно применять как перорально, так и внутривенно. В виде растворов можно вводить через назогастральный зонд. Также можно применять наружно в форме мази.
Дозировку такролимуса необходимо корректировать в зависимости от индивидуальных потребностей пациента, с учётом результатов мониторинга уровней препарата в крови больного.
Рекомендуется разделить суточную пероральную дозу препарата на два приёма (например, утром и вечером). Для достижения максимальной абсорбции препарат следует принимать на пустой желудок (натощак) или, как минимум, за 1 час или через 2—3 часа после приёма пищи, запивая жидкостью (предпочтительно водой).

### Рекомендации по дозировке при трансплантации печени
Первичная иммуносупрессия — взрослые. Пероральную терапию такролимусом необходимо начинать с дозировки 0,10—0,20 мг/кг/сутки, разделив эту дозу (например, утром и вечером). Применение препарата следует начать примерно через 12 часов после завершения операции. Если состояние пациента не позволяет принимать препарат внутрь, внутривенную терапию необходимо начать с дозировки 0,01—0,05 мг/кг/сутки, вводя лекарство в виде внутривенной инфузии в течение 24 часов.
Первичная иммуносупрессия — дети. Первоначальную дозу препарата для перорального применения 0,30 мг/сутки следует разделить на два приёма (например, утром и вечером). Если клиническое состояние больного не позволяет ему принимать лекарства внутрь, следует начать внутривенную терапию с дозировки 0,05 мг/сутки, в виде внутривенной инфузии в течение 24 часов.
Поддерживающая терапия — взрослые и дети. В ходе поддерживающей терапии дозировка такролимуса обычно понижается. В некоторых случаях возможно отменить препараты сопутствующей иммуносупрессивной терапии, оставив такролимус в качестве базовой монотерапии. Улучшение состояния пациента после трансплантации может изменить фармакокинетику такролимуса, и возникнет потребность в коррекции дозы препарата. Для достижения сходных уровней препарата в крови детям обычно требуются дозировки в 1,5—2 раза выше, чем дозы для взрослых.
Лечение отторжения — взрослые и дети. Для лечения эпизодов отторжения необходимо применение более высоких доз такролимуса в сочетании с дополнительной кортикостероидной терапией и короткими курсами введения моно/поликлональных антител. Если отмечаются признаки токсичности, может потребоваться понижение дозы такролимуса.
Пожилые пациенты. В настоящее время отсутствуют свидетельства необходимости корректировать дозу препарата для пожилых пациентов.
Перевод с терапии циклоспорином. Сопутствующее применение циклоспорина и такролимуса может увеличить период выведения циклоспорина и усилить токсические эффекты. Поэтому необходимо проявлять осторожность при переводе пациентов с циклоспорина на терапию такролимусом. Лечение такролимусом следует начинать после оценки концентраций циклоспорина в крови больного и клинического состояния пациента. Применение препарата следует отложить при наличии повышенных уровней циклоспорина в крови больного. На практике лечение такролимусом начиналось через 12—24 часа после прекращения применения циклоспорина. Терапию следует начинать с первоначальной пероральной дозировки, рекомендуемой для первичной иммуносупрессии в конкретном аллотрансплантате (как у взрослых больных, так и у детей). После перевода пациента необходимо продолжать мониторинг уровней циклоспорина в крови больного в связи с возможностью нарушений в клиренсе циклоспорина.

### Рекомендации по достижению необходимого уровня концентрации препарата в цельной крови
В раннем периоде после операции следует контролировать минимальные уровни такролимуса в цельной крови. При пероральном применении для определения минимальных уровней препарата в крови необходимо получить образцы крови через 12 часов после приёма лекарства, непосредственно до применения следующей дозы. Частота мониторинга уровня препарата в крови должна зависеть от клинических потребностей. Так как такролимус является препаратом с низким уровнем клиренса, корректировка режима дозирования может занять несколько дней до того момента, когда изменения уровней препарата в крови станут очевидными. Минимальные уровни препарата в крови следует контролировать примерно два раза в неделю во время раннего посттрансплатационного периода и затем периодически в ходе поддерживающей терапии. Также необходимо контролировать минимальные уровни такролимуса в крови после изменения дозы препарата, изменения иммуносупрессивного режима или после совместного применения с препаратами, которые могут повлиять на концентрации такролимуса в цельной крови.
Результаты анализа клинических исследований позволяют предположить, что можно успешно проводить лечение большинства пациентов, если минимальные уровни такролимуса в крови поддерживаются ниже 20 нг/мл.
В клинической практике во время раннего периода после проведения трансплантации минимальные уровни препарата в цельной крови обычно колебались в пределах 5—20 нг/мл у реципиентов трансплантата печени и 10—20 нг/мл у пациентов с трансплантатом почки. Следовательно, в ходе поддерживающей терапии концентрации препарата в крови должны быть 5—15 нг/мл, как у реципиентов трансплантата печени, так и трансплантата почки.

## Побочное действие
Многие из нежелательных лекарственных реакций, обратимы и/или уменьшаются при снижении дозировки. При пероральном применении частота развития нежелательных лекарственных реакций ниже, чем при внутривенном введении.
Ниже перечислены реакции в нисходящем порядке, в зависимости от частоты развития:
|                                 | Очень часто (>1/10)                                                           | Часто (>1/100, <1/10) | Не часто (>1/1000, <1/100)                                                                                   | Редко (>1/10000, <1/1000)  | Очень редко (<1/10000)  |
| ------------------------------- | ----------------------------------------------------------------------------- | --- | --- | -------------------------- | ----------------------- |
| Сердечно-сосудистая система     | гипертония                                                                    | гипотония, тахикардия, сердечные аритмии, нарушения проводимости, тромбоэмболические и ишемические проявления, стенокардия, заболевания сосудов | отклонения в параметрах ЭКГ, инфаркт, сердечная недостаточность, шок, гипертрофия миокарда, остановка сердца |                            |                         |
| Заболевания ЖКТ и печени        | диарея и тошнота и/или рвота                                                  | дисфункция ЖКТ (например, диспепсия), отклонения в уровнях ферментов печени, боль в животе, запор, изменения веса и аппетита, воспаление и язвы в ЖКТ, желтуха, заболевания жёлчных путей и жёлчного пузыря | асцит, кишечная непроходимость (илеус), поражение ткани печени, панкреатит                                   | печёночная недостаточность |                         |
| Кровь и лимфатическая система   |                                                                               | анемия, лейкопения, тромбоцитопения, геморрагия, лейкоцитоз, нарушения коагуляции | недостаточность гематопоэтической системы, в том числе панцитопения, тромболитическая микроангиопатия        |                            |                         |
| Почки                           | нарушение функции почек (напр. повышение уровня креатинина в сыворотке крови) | поражение ткани почек, почечная недостаточность | протеинурия                                                                                                  |                            |                         |
| Метаболизм и электролиты        | гипергликемия, гиперкалиемия, сахарный диабет                                 | гипомагниемия, гиперлипидемия, гипофосфатемия, гипокалиемия, гиперурикемия, гипокальциемия, ацидоз, гипонатриемия, гиповолемия, др. нарушения электролитного баланса, дегидратация | гипопротеинурия, гиперфосфатемия, повышение уровня амилазы, гипогликемия                                     |                            |                         |
| Мышечно-скелетная система       |                                                                               | судороги | миастения, заболевания суставов                                                                              |                            |                         |
| Нервная система, система чувств | тремор, головная боль, бессонница                                             | нарушения чувствительности (напр. парестезия), нарушения зрения, спутанность сознания, депрессия, головокружения, возбуждение, нейропатия, судороги, раскоординированность, психоз, тревожность, нервозность, нарушение сна, нарушение сознания, эмоциональная лабильность, галлюцинации, нарушения слуха, нарушение мышления, энцефалопатия | гипертония, заболевания глаз, амнезия, катаракта, нарушения речи, паралич, кома, глухота                     |                            | слепота                 |
| Система дыхания                 |                                                                               | нарушение респираторной функции (одышка), плевральный выпот | ателектазия, бронхоспазм                                                                                     |                            |                         |
| Кожа                            |                                                                               | зуд, алопеция, сыпь, потливость, акне, фоточувствительность | гирсутизм | синдром Лайэлла            | синдром Стивенса-Джонса |
| Смешанные проявления            | локализованная боль (например, артралгия)                                     | жар, периферический отёк, астения, нарушения мочеиспускания | отёчность и др. нарушения со стороны гениталий у женщин                                                      |                            |                         |

Новообразования. Пациенты, получающие иммуносупрессивную терапию, входят в группу повышенного риска злокачественных опухолей. При применении такролимуса отмечено развитие как доброкачественных, так и злокачественных опухолей, в том числе и развитие вирус Эпштейна-Барр-ассоциированных (EBV) лимфопролиферативных заболеваний и рака кожи.
Реакции гиперчувствительности. У пациентов, принимающих такролимус, были отмечены аллергические реакции.
Инфекции. У пациентов, принимающих такролимус, как и при лечении другими иммуносупрессивными препаратами, повышен риск развития инфекционных заболеваний (вирусных, бактериальных, грибковых, протозойных). Может ухудшиться течение ранее диагностированных инфекционных заболеваний.
Другие побочные явления. В редких случаях наблюдалось развитие гипертрофии желудочка или гипертрофии межжелудочковой перегородки сердца, зарегистрированных, как кардиомиопатии. В большинстве случаев эти проявления были обратимыми, развиваясь, в основном, у детей, у которых минимальные концентрации такролимуса в крови намного превышали рекомендуемые максимальные уровни. Другими факторами, повышающие риск развития таких клинических состояний, являлись: ранее существующее заболевание сердца, применения кортикостероидов, гипертония, дисфункция почек или печени, инфекции, избыток жидкости в организме и отёки.
Как и при применении других потенциальных иммуносупрессивных препаратов, у пациентов, получавших такролимус, отмечено развитие EBV лимфопролиферативных  нарушений. У больных, которых перевели на терапию такролимусом, это может быть вызвано избыточной иммуносупрессией до начала применения данного препарата. Пациентам, которых перевели на терапию такролимусом, запрещено применение антилимфоцитарной терапии. У очень маленьких EBV-серонегативных детей (в возрасте до 2 лет) отмечен повышенный риск развития лимфопролиферативных заболеваний (у этой группы больных до начала применения такролимуса необходимо серологическое определение EBV-вируса).

## Передозировка
Клинический опыт лечения передозировки — ограничен. Отмечены несколько случаев случайной передозировки, при этом наблюдались симптомы: тремор, головная боль, тошнота, рвота, инфекции, крапивница, летаргия, увеличение уровня азота мочевины в крови и повышение сывороточных концентраций креатинина, увеличение уровней аланинаминотрансферазы.
Специфический антидот к такролимусу отсутствует. Если развилась передозировка, надо принять стандартные меры купирования и проводить симптоматическое лечение.
В связи с высоким молекулярным весом, плохой растворимостью в воде и связыванием с эритроцитами и белками плазмы крови в значительной степени, ожидается, что при передозировке такролимуса диализ не будет эффективен. У отдельных больных с очень высокими уровнями препарата в плазме крови гемофильтрация и диафильтрация оказались эффективными, понижая токсические концентрации лекарства. В случаях развития интоксикации после перорального приёма препарата может помочь промывание желудка и/или при приём энтеросорбентов (активированный уголь).

## Взаимодействие с другими лекарственными препаратами

### Фармакокинетические взаимодействия
Такролимус в значительной степени метаболизируется печёночным микросомальным цитохромом Р450 изоэнзимом 3А4 (CYP3A4). Сопутствующее применение лекарственных или растительных препаратов, которые ингибируют или индуцируют CYP3A4, может повлиять на метаболизм такролимуса и, таким образом, повлиять на метаболизм этих лекарств (например, кортизон, тестостерон).
Такролимус в значительной степени связывается с белками плазмы крови. Следует учесть возможные взаимодействия с другими лекарствами, которые обладают высокой аффинностью к белкам крови (например, нестероидных противовоспалительных средств, пероральные антикоагулянты или пероральные противодиабетические препараты)

### Фармакодинамические взаимодействия
Сопутствующее применение такролимуса с препаратами, обладающими нефротоксическими или нейротоксическими эффектами, может повысить уровень токсичности (например, аминогликозиды, ингибиторы гиразы (ДНК-топоизомераза II рода), ко-тримоксазол, нестероидные противовоспалительные препараты, ганцикловир и ацикловир).
Так как лечение такролимусом может сопровождаться развитием гиперкалиемии или может усилить ранее существующую гиперкалиемию, следует избегать избыточного приёма калия или применения калийсберегающих диуретиков (например, амилорид, триамтерен или спиронолактон).

### Клинически важные взаимодействия
Перечисленные ниже взаимодействия такролимуса с препаратами сопутствующей терапии наблюдались при клиническом применении. Препараты, помеченные звёздочкой, требуют изменения дозировки такролимуса почти у всех пациентов, другие могут потребовать корректировки дозы в отдельных случаях.
Препараты, повышавшие уровни такролимуса в крови:
- кетоконазол*, флуконазол*, итраконазол*, клотримазол, вориконазол*;
- нифедипин, никардипин;
- эритромицин*, кларитромицин, джозамицин;
- ингибиторы ВИЧ-протеаз;
- даназол, этинилэстрадиол;
- омепразол;
- антагонисты кальциевых каналов, такие как дилтиазем;
- нефазодон.

Препараты, понижавшие уровни такролимуса в крови:
- рифампицин*;
- фенитоин*;
- фенобарбитал;
- зверобой продырявленный.

Отмечено, что метилпреднизолон как повышал, так и понижал уровни такролимуса в плазме крови.
Наблюдалось усиление нефротоксичности после применения любого из следующих препаратов совместно с такролимусом:
- амфотерицин;
- ибупрофен.

Такролимус повышал уровень фенитоина в крови. Также повышался период полувыведения циклоспорина при одновременном применении с такролимусом, при этом могли развиваться синергетические/аддитичные эффекты. По этим причинам не рекомендуется комбинированное применение циклоспорина и такролимуса при назначении пациентам, которые ранее получали циклоспорин.

### Другие взаимодействия
В ходе применения такролимуса, вакцины могут обладать меньшей эффективностью, и следует избегать введения живых аттенуированных вакцин.
Взаимодействие с пищей. Отмечено, что грейпфрутовый сок повышает уровень такролимуса в крови за счёт ингибирования активности CYP3A4.

### Потенциальные взаимодействия
На основе результатов исследований in vitro следующие вещества можно рассматривать как потенциальные ингибиторы CYP3A4: бромокриптин, кортизон, дапсон, эрготамин, гестоден, лидокаин, мефенитоин, миконазол, мидазолам, нилвадипин, порэтидрон, хинидин, тамоксифен, олеандомицин, верапамил. Вещества, индуцирующие CYP3A4: карбамазепин, метамизол, и изониазид.
Такролимус может влиять на метаболизм стероидных контрацептивов, поэтому особое внимание следует уделить решению о мерах по защите от беременности.
Такролимус может вызывать визуальные и неврологические нарушения, влияющие на способность управления автомобилем и работы с механизмами. Взаимодействие может усиливаться при одновременном применении препарата с алкоголем.
Как и при применении других иммуносупрессивных препаратов, вследствие потенциального риска развития злокачественных изменений на коже, следует ограничить воздействие солнечных лучей и УФ-излучения, защищая кожу одеждой и используя кремы с высоким фактором защиты.
В ходе первоначального периода после проведения трансплантации необходимо осуществить рутинный мониторинг следующих параметров: артериальное давление, ЭКГ, неврологический и офтальмологический статус, уровни глюкозы в крови натощак, электролиты (особенно калий), функцию печени и почек, параметры клинического анализа крови, показатели коагуляции и определения белков плазме крови.